# Вектор-рядки та вектор-стовпці
У лінійній алгебрі вектор-стовпець — це стовпець елементів, наприклад,
{\displaystyle {\boldsymbol {x}}={\begin{bmatrix}x_{1}\\x_{2}\\\vdots \\x_{m}\end{bmatrix}}.}
Аналогічно, вектор-рядок — це рядок елементів:
{\displaystyle {\boldsymbol {a}}={\begin{bmatrix}a_{1}&a_{2}&\dots &a_{n}\end{bmatrix}}.}
Всюди жирний курсивний шрифт використовується як для вектор-рядків, так і для вектор-стовпців.
Транспонування (позначається як {\displaystyle {\rm {T}}}) вектор-рядка є вектор-стовпцем
{\displaystyle {\begin{bmatrix}x_{1}&x_{2}&\dots &x_{m}\end{bmatrix}}^{\rm {T}}={\begin{bmatrix}x_{1}\\x_{2}\\\vdots \\x_{m}\end{bmatrix}},}
а транспонування вектор-стовпця є вектор-рядком
{\displaystyle {\begin{bmatrix}x_{1}\\x_{2}\\\vdots \\x_{m}\end{bmatrix}}^{\rm {T}}={\begin{bmatrix}x_{1}&x_{2}&\dots &x_{m}\end{bmatrix}}.}
Сукупність усіх вектор-рядків з {\displaystyle n} елементами утворює {\displaystyle n}-вимірний векторний простір;
аналогічно, множина всіх вектор-стовпців з {\displaystyle m} елементами утворює {\displaystyle m}-вимірний векторний простір.
Простір вектор-рядків з {\displaystyle n} елементами можна розглядати як дуальний простір простору вектор-стовпців з {\displaystyle n} елементами, оскільки будь-який лінійний функціонал на просторі вектор-стовпців можна представити як множення зліва єдиного вектор-рядка.

## Позначення
Щоб спростити запис вектор-стовпців у рядку з іншим текстом, іноді їх записують як вектор-рядки із застосуванням до них операції транспонування:
{\displaystyle {\boldsymbol {x}}={\begin{bmatrix}x_{1}&x_{2}&\dots &x_{m}\end{bmatrix}}^{\rm {T}}}
або
{\displaystyle {\boldsymbol {x}}={\begin{bmatrix}x_{1},\,x_{2},\,\dots ,\,x_{m}\end{bmatrix}}^{\rm {T}}.}
Деякі автори також використовують домовленість запису і вектор-стовпців і вектор-рядків як рядків, але розділяючи елементи вектор-рядка комами, а елементи вектор-стовпця крапками з комами (див. альтернативне позначення 2 у таблиці нижче).
|                                                                                  | Вектор-рядок                                                              | Вектор-стовпець |
| -------------------------------------------------------------------------------- | ------------------------------------------------------------------------- | --- |
| Стандартне матричне позначення (пробіли в масиві, без ком, знаки транспонування) | {\displaystyle {\begin{bmatrix}x_{1}\;x_{2}\;\dots \;x_{m}\end{bmatrix}}} | {\displaystyle {\begin{bmatrix}x_{1}\\x_{2}\\\vdots \\x_{m}\end{bmatrix}}{\text{ або }}{\begin{bmatrix}x_{1}\;x_{2}\;\dots \;x_{m}\end{bmatrix}}^{\rm {T}}} |
| Альтернативне позначення 1 (коми, знаки транспонування)                          | {\displaystyle {\begin{bmatrix}x_{1},x_{2},\dots ,x_{m}\end{bmatrix}}}    | {\displaystyle {\begin{bmatrix}x_{1},x_{2},\dots ,x_{m}\end{bmatrix}}^{\rm {T}}}                                                                            |
| Альтернативне позначення 2 (коми та крапки з комами, без знаків транспонування)  | {\displaystyle {\begin{bmatrix}x_{1},x_{2},\dots ,x_{m}\end{bmatrix}}}    | {\displaystyle {\begin{bmatrix}x_{1};x_{2};\dots ;x_{m}\end{bmatrix}}}                                                                                      |

## Операції
Множення матриць включає дію множення кожного вектор-рядка однієї матриці на кожен вектор-стовпець іншої матриці.
Скалярний добуток двох вектор-стовпців {\displaystyle {\boldsymbol {a}}} і {\displaystyle {\boldsymbol {b}}} еквівалентний матричному добутку транспонованого вектора {\displaystyle {\boldsymbol {a}}} та вектора {\displaystyle {\boldsymbol {b}}}:
{\displaystyle {\boldsymbol {a}}\cdot {\boldsymbol {b}}={\boldsymbol {a}}^{\rm {T}}{\boldsymbol {b}}={\begin{bmatrix}a_{1}&\cdots &a_{n}\end{bmatrix}}{\begin{bmatrix}b_{1}\\\vdots \\b_{n}\end{bmatrix}}=a_{1}b_{1}+\cdots +a_{n}b_{n}.}
Внаслідок симетрії скалярного добутку добуток двох вектор-стовпців {\displaystyle {\boldsymbol {a}}} і {\displaystyle {\boldsymbol {b}}} також еквівалентний матричному добутку транспонованого вектора {\displaystyle {\boldsymbol {b}}} та вектора {\displaystyle {\boldsymbol {a}}}:
{\displaystyle {\boldsymbol {b}}\cdot {\boldsymbol {a}}={\boldsymbol {b}}^{\rm {T}}{\boldsymbol {a}}={\begin{bmatrix}b_{1}&\cdots &b_{n}\end{bmatrix}}{\begin{bmatrix}a_{1}\\\vdots \\a_{n}\end{bmatrix}}=a_{1}b_{1}+\cdots +a_{n}b_{n}.}
Матричний добуток вектор-стовпця та вектор-рядка дає векторний добуток двох векторів {\displaystyle {\boldsymbol {a}}} і {\displaystyle {\boldsymbol {b}}}, як приклад більш загального тензорного добутку.
Матричний добуток вектор-стовпця {\displaystyle {\boldsymbol {a}}} та вектор-рядка {\displaystyle {\boldsymbol {b}}} дає елементи їхнього діадичного добутку
{\displaystyle {\boldsymbol {a}}\otimes {\boldsymbol {b}}={\boldsymbol {a}}{\boldsymbol {b}}^{\rm {T}}={\begin{bmatrix}a_{1}\\a_{2}\\a_{3}\end{bmatrix}}{\begin{bmatrix}b_{1}&b_{2}&b_{3}\end{bmatrix}}={\begin{bmatrix}a_{1}b_{1}&a_{1}b_{2}&a_{1}b_{3}\\a_{2}b_{1}&a_{2}b_{2}&a_{2}b_{3}\\a_{3}b_{1}&a_{3}b_{2}&a_{3}b_{3}\end{bmatrix}},}
який є транспонуванням матричного добутку вектор-стовпця {\displaystyle {\boldsymbol {b}}} і вектор-рядка {\displaystyle {\boldsymbol {a}}}:
{\displaystyle {\boldsymbol {b}}\otimes {\boldsymbol {a}}={\boldsymbol {b}}{\boldsymbol {a}}^{\rm {T}}={\begin{bmatrix}b_{1}\\b_{2}\\b_{3}\end{bmatrix}}{\begin{bmatrix}a_{1}&a_{2}&a_{3}\end{bmatrix}}={\begin{bmatrix}b_{1}a_{1}&b_{1}a_{2}&b_{1}a_{3}\\b_{2}a_{1}&b_{2}a_{2}&b_{2}a_{3}\\b_{3}a_{1}&b_{3}a_{2}&b_{3}a_{3}\\\end{bmatrix}}.}

## Матричні перетворення
{\displaystyle n\times n} матрицю {\displaystyle M} можна представити як лінійне відображення та діяти на вектор-рядки та вектор-стовпці як матриця перетворення лінійного відображення.
Для вектор-рядка {\displaystyle {\boldsymbol {v}}} добуток {\displaystyle {\boldsymbol {v}}M} є іншим вектор-рядком {\displaystyle {\boldsymbol {p}}}:
{\displaystyle {\boldsymbol {v}}M={\boldsymbol {p}}.}
Інша {\displaystyle n\times n} матриця {\displaystyle Q} може діяти на {\displaystyle {\boldsymbol {p}}}:
{\displaystyle {\boldsymbol {p}}Q={\boldsymbol {t}}.}
Тоді можна записати {\displaystyle {\boldsymbol {t}}={\boldsymbol {p}}Q={\boldsymbol {v}}MQ}.
Отже, перетворення матричного добутку {\displaystyle MQ} відображає {\displaystyle {\boldsymbol {v}}} безпосередньо в {\displaystyle {\boldsymbol {t}}}.
Продовжуючи роботу з вектор-рядками, матричні перетворення, які додатково переконфігурують {\displaystyle n}-простір, можна застосувати справа на вихідні дані.
Якщо вектор-стовпець перетворюється в інший вектор-стовпець під дією {\displaystyle n\times n} матриці, то операція відбувається зліва:
{\displaystyle {\boldsymbol {p}}^{\rm {T}}=M{\boldsymbol {v}}^{\rm {T}},\quad {\boldsymbol {t}}^{\rm {T}}=Q{\boldsymbol {p}}^{\rm {T}},}
що приводить до алгебраїчного співвідношення {\displaystyle QM{\boldsymbol {v}}^{\rm {T}}} для скомпонованих вихідних даних, які отримано з вхідних даних {\displaystyle {\boldsymbol {v}}^{\rm {T}}}.
Матричні перетворення розташовуються зліва при такому використанні вектор-стовпця для входу в матричне перетворення.